# North American XB-70 Valkyrie
North American Aviation XB-70 Valkyrie je bil prototip ameriškega strateškega bombnika, ki naj bi postal B-70. Načrtovalo ga je podjetje North American Aviation v poznih 1950ih. Imel je šest motorjev in naj bi letel pri hitrosti Mach 3 na višini 21 000 metrov. Taka hitrost bi mu omogočila izogibanje lovcem prestreznikom, edino proti bombniško orožje tistega časa, ko vodljive protiletalske rakete še niso bile na voljo oziroma so imele omejene sposobnosti.
Napredne protiletalske rakete, nove interkontinentalne balistične rakete - ICBM in visoka cena bombnika so vodile k ukinitvi programa. En prototip je bil izgubljen v zračnem trčenju z zasledovalnim letalom.

## Tehnične specifikacije (XB-70A)
- Posadka: 2
- Dolžina: 189 ft 0 in (57,6 m)
- Razpon kril: 105 ft 0 in (32 m)
- Višina: 30 ft 0 in (9,1 m)
- Površina kril: 6 297 ft² (585 m²)
- Prazna teža: 253 600 lb (115 030 kg)
- Naložena teža: 534 700 lb (242 500 kg)
- Maks. vzletna teža: 542 000 lb (246 000 kg)
- Motorji: 6 × General Electric YJ93-GE-3 turboreaktivni
- Potisk: (suh) 19 900 lbf (84 kN) vsak; potisk z dodatnim zgorevanjem: 28 800 lbf (128 kN) vsak
- Kapaciteta goriva: 300 000 lb (136 100 kg) ali 46 745 US gallons (177 000 L)

- Maks. hitrost: Mach 3,1 (2 056 mph, 3 309 km/h)
- Potovalna hitrost: Mach 3,0 (2 000 mph, 3 200 km/h)
- Dolet: 3 725 nmi (4 288 mi, 6 900 km)
- Višina leta (servisna): 77 350 ft (23 600 m)
- Obremenitev kril: 84,93 lb/ft² (414,7 kg/m²)
- Razmerje vzgon/upor: približno 6 na Mach 2
- Razmerje potisk/teža: 0,314